# Nilandhoo (Gaafu Alif-atol)
Nilandhoo is een van de bewoonde eilanden van het Gaafu Alif-atol behorende tot de Maldiven.

## Demografie
Nilandhoo telt (stand maart 2007) 464 vrouwen en 493 mannen.